# Polystachya camaridioides
Polystachya camaridioides är en orkidéart som beskrevs av Victor Samuel Summerhayes. Polystachya camaridioides ingår i släktet Polystachya och familjen orkidéer. Inga underarter finns listade i Catalogue of Life.